# 出語り
出語り（でがたり）とは、歌舞伎の舞台で竹本が舞台に出て演奏することをいう。
歌舞伎では、竹本はふつう舞台上手の上に作られた「床」（ゆか）と呼ばれる場所で、簾を下ろし姿を隠して演奏されるが、道行や所作事、また丸本物の芝居の中で山場とされる場面において、舞台の上手に台を設け、そこで姿を見せて演奏することがあり、これを出語りと呼ぶ。但し現在のように舞台上手に出語りの台を置くのはさほど古いことではなく、本来は「床」に下がっている簾を上げ姿を見せて演奏することを出語りといったという。